# Bloody Bird
Pour plus de détails, voir Fiche technique et Distribution.
Bloody Bird ou Le Théâtre de la peur au Québec (Deliria) est un film italien réalisé par Michele Soavi, sorti en 1987.

## Synopsis
Une troupe de jeunes comédiens répète dans un théâtre. Alicia et Betty, deux comédiennes revenues dans le théâtre pour répéter, ne se doutent pas que le tueur en série Irving Wallace s'est échappé d'un hôpital psychiatrique et les suit. Après avoir appris le meurtre de Betty, Peter, le réalisateur de la pièce, décide de s'en inspirer pour le spectacle, alors que le tueur est à l'intérieur du théâtre à l'insu de tous.
Peter verrouille secrètement les portes pour répéter son nouveau spectacle alors que Brett, un comédien censé jouer le rôle d'Irving Wallace, est ligoté dans une pièce par le véritable Irving Wallace qui revêt ensuite le costume que Brett était censé mettre (un manteau noir et une énorme tête de hibou). Se faisant passer pour Brett, Wallace tue Corrine à coups de poignard. Les autres comédiens comprennent alors la présence de Wallace dans les lieux. Ferrari, lui, tente de s'enfuir mais se fait attraper par le tueur qui le poignarde et l'accroche au plafond par la cheville. Les 6 artistes restants (Peter, Mark, Danny, Sybill, Alice et Laurell) s'enferment dans une pièce. Danny et Peter décident d'aller voir s'il n'y a pas un double de la clef quelque part. Les 4 autres se font violemment attaquer par le tueur qui, après avoir fait un trou dans la porte, y passe son bras et maintient Mark contre la porte avant de le transpercer avec une perceuse. Danny et Peter, qui n'avaient malheureusement rien trouvé, entendent les cris de Sybill, reviennent sur leur pas et voient le cadavre de Mark. Peter et les autres décident de trouver Irving Wallace et de le tuer. Après avoir vu celui-ci, ils foncent dans une pièce où ils le croient caché mais le tueur est en fait sous le plancher. Alors que les acteurs découvrent le cadavre de Brett, Wallace attrape Sybill par les pieds faisant un trou dans le sol et la tire de toutes ses forces. De l'autre côté, Peter et Danny tentent également de la sauver. Le corps de Sybill se coupe finalement en deux parties. Danny, furieux, décide d'aller tuer le tueur seul mais à peine a-t-il sauté dans le trou que Wallace lui saute dessus et le tronçonne. Alors que Peter et Laurell essaient de s'enfuir, le tueur s'approche d'eux avec la tronçonneuse. Il donne un coup de tronçonneuse dans le ventre de Laurell et coupe le bras de Peter.
Alors qu'il veut lui couper le deuxième bras, la tronçonneuse cale. Peter en profite pour prendre la hache à terre de son bras valide mais le tueur lui reprend des mains avant qu'il n'ait pu faire quoi que ce soit et le décapite. Alice, qui était tombée d'une échelle plus tôt dans la soirée et était restée sur le sol assommée, se réveille. Elle cherche le tueur et le voit poignarder Laurell agonisant. Elle le suit et découvre une scène de cadavres que le tueur avait éparpillés un peu partout dans la pièce ; elle s'engage dans une lutte contre lui et réussit à le faire tomber d'une plateforme. Elle prend la clef par terre et met le feu au tueur. Elle s'échappe du théâtre aussitôt. Le lendemain, elle demande au concierge Willy de lui ouvrir les portes du théâtre car elle y avait oublié sa montre en or.
Pendant qu'elle pense à ses amis morts, le tueur en série surgit derrière elle, mais Willy, ayant heureusement un pistolet sur lui, la sauve d'une mort plus que certaine.

## Fiche technique
- Titre français : Bloody Bird
- Titre original : Deliria
- Réalisation : Michele Soavi
- Scénario : George Eastman (crédité comme Lew Cooper)
- Musique : Simon Boswell, Guido Anelli, Stefano Mainetti, Luigi Piergiovanni
- Photographie : Renato Tafuri
- Montage : Kathleen Stratton
- Costumes : Valentina Di Palma
- Production : Joe D'Amato et Donatella Donati
- Société de production : Filmirage
- Société de distribution : DMV Distribuzione
- Pays :  Italie
- Langue : Anglais
- Format : Couleurs - 1,85:1 - Dolby - 35 mm
- Genre : Horreur
- Budget : 1 000 000 $
- Durée : 86 min
- Dates de sortie :
  -  Australie : 8 février 1987
  -  France : 11 mars 1987
  -  Italie : 27 juillet 1987
- Film interdit aux moins de 16 ans lors de sa sortie en salles en France, mais déconseillé aux moins de 12 ans lors de sa diffusion à la télévision.

## Distribution
- David Brandon (VF : Pierre Laurent) : Peter Collins
- Barbara Cupisti : Alice (Alicia en VO)
- Robert Gligorov : Danny
- Mary Sellers (VF : Brigitte Aubry) : Laurel
- Giovanni Lombardo Radice : Brett
- Jo Ann Smith : Sybil
- Loredana Parrella : Corinne
- Martin Philips : Mark
- James Sampson (VF : Robert Darmel) : Willy
- Ulrike Schwerk : Betty
- Piero Vida (VF : Patrice Melennec) : Ferrari
- Clain Parker : Irving Wallace
- Domenico Fiore (VF : Robert Darmel) : le chef de la police
- Mickey Knox : le vieux policier
- Richard Barkeley : Dr. Porter

## Autour du film
- À noter, une petite apparition du réalisateur (non créditée), dans le rôle d'un jeune policier coincé dans une voiture.
- Premier long métrage de Michele Soavi, ce dernier avait déjà officié en tant qu'assistant réalisateur de Dario Argento sur Ténèbres (1982) et Phenomena (1985), Joe D'Amato sur Le Gladiateur du futur (1983) ou Lamberto Bava sur La Maison de la terreur (1983) et Démons (1985).
- Après être sorti en France avec le montage souhaité par le cinéaste, le film sortit en Italie sous un titre et un nouveau montage adouci désapprouvés par Michele Soavi[1].
- Bien qu'italien, le film fut tourné en anglais.

## Distinction

### Récompense
- Festival international du film fantastique d'Avoriaz 1987
  - Le prix de la section peur pour Michele Soavi